# Campionato russo di football americano
Il campionato russo di football americano è una competizione che riunisce l'élite dei club russi di football americano dal 1984. L'organizzatore del campionato e delle squadre nazionali è la Federazione Russa di Football Americano (FAFR).
Questa competizione si disputa con una stagione regolare con girone all'italiana, seguita dai play-off con una finale soprannominata Russkij Bowl.

## Formato
Il campionato attuale è diviso in tre categorie: la Eastern European Superleague (EESL), EESL Vysšaja Liga e la EESL Peršaja Liga. Le prime 4 squadre classificate nella EESL si affrontano nel Russkij Bowl. Esiste anche un campionato femminile denominato WLAF - Russia.
Il gioco si svolge con le regole della FAFR che si basano sul regolamento della NCAA.
Oltre al campionato nazionale esistono un gran numero di campionati e coppe locali, tanto maschili quanto femminili.

## Finali

### Campionato di primo livello maschile

#### Campionato sovietico
| Data                | Finale | Vincitore    | Punteggio | Finalista    |
| ------------------- | ------ | ------------ | --------- | ------------ |
| 1991 (29 settembre) |        | Moscow Bears | ?-?       | Moscow Swans |

#### Campionato della CSI
| Data | Finale | Vincitore         | Punteggio | Finalista |
| ---- | ------ | ----------------- | --------- | --------- |
| 1991 |        | Moscow Eagles     | ?-?       | ?         |
| 1992 |        | Minsk Zubrs       | ?-?       | ?         |
| 1993 |        | Minsk Zubrs       | ?-?       | ?         |
| 1994 |        | Minsk Zubrs       | ?-?       | ?         |
| 1995 |        | Donetsk Scythians | ?-?       | ?         |
| 199? |        | Moscow Bogatyrs   | ?-?       | ?         |

#### Campionato russo
| Data                | Russkij Bowl           | Vincitore                 | Punteggio              | Finalista                             |
| ------------------- | ---------------------- | ------------------------- | ---------------------- | ------------------------------------- |
| 1992                | Russkij Bowl I         | Moscow Bears              | ?-?                    | Krasnoyarsk Siberian Devils           |
| 1993                | Russkij Bowl II        | Moscow Bears              | ?-?                    | Krasnoyarsk Siberian Devils           |
| 1994 - 2001         | Stagioni non disputate | Stagioni non disputate    | Stagioni non disputate | Stagioni non disputate                |
| 2002                | Russkij Bowl III       | Moscow Patriots           | 33-14                  | Moscow Bears                          |
| 2003 (19 ottobre)   | Russkij Bowl IV        | Moscow Patriots           | 32-7                   | Moscow Bears                          |
| 2004 (24 ottobre)   | Russkij Bowl V         | Moscow Patriots           | 33-0                   | Moscow Bears                          |
| 2005                | Russkij Bowl VI        | Moscow Patriots           | ?-?                    | Moscow Tanks                          |
| 2006 (24 settembre) | Russkij Bowl VII       | Moscow Patriots           | 24-13                  | Moscow Black Storm                    |
| 2007 (15 ottobre)   | Russkij Bowl VIII      | Moscow Patriots           | 14-0                   | Moscow Tanks                          |
| 2008                | Russkij Bowl IX        | Moscow Patriots           | ?-?                    | Moscow Tanks                          |
| 2009                | Russkij Bowl X         | Moscow Patriots           | ?-?                    | Template:Football Moscow White Wolves |
| 2010 (23 ottobre)   | Russkij Bowl XI        | Moscow Patriots           | 32-0                   | Moscow Red Falcons                    |
| 2011 (15 ottobre)   | Russkij Bowl XII       | Moscow Patriots           | 48-12                  | Moscow United                         |
| 2012 (12 ottobre)   | Russkij Bowl XIII      | Moscow Patriots           | 35-21                  | South Urals Scouts                    |
| 2013 (12 ottobre)   | Russkij Bowl XIV       | Moscow Black Storm        | 66-3                   | Sankt Petersburg Griffins             |
| 2014 (13 settembre) | Russkij Bowl XV        | Moscow Patriots           | 27-12                  | Astrakhan Gladiators                  |
| 2015 (6 settembre)  | Russkij Bowl XVI       | Sankt Petersburg Griffins | 37-21                  | Moscow Patriots                       |
| 2016 (8 ottobre)    | Russkij Bowl XVII      | Moscow Patriots           | 12-7                   | Moscow Spartans                       |
| 2017 (2 settembre)  | Russkij Bowl XVIII     | Moscow Patriots           | 24-6                   | Sankt Petersburg Griffins             |
| 2018 (2 settembre)  | Russkij Bowl XIX       | Moscow Spartans           | 7-3                    | Moscow Patriots                       |
| 2019 (17 agosto)    | Russkij Bowl XX        | Moscow Patriots           | 13-0                   | Perm Steel Tigers                     |
| 2020 (31 ottobre)   | Russkij Bowl XXI       | Moscow Spartans           | 36-6                   | Perm Steel Tigers                     |
| 2021 (1º agosto)    | Russkij Bowl XXII      | Moscow Spartans           | 13-3                   | Moscow Patriots                       |
| 2022 (20 novembre)  | Russkij Bowl XXIII     | Moscow Spartans           | 34-0                   | Spartak Moskva                        |
| 2023                | Russkij Bowl XXIV      | ?                         | ?-?                    | ?                                     |

### WLAF Russia
| Data | Finale | Vincitore       | Punteggio             | Finalista             |
| ---- | ------ | --------------- | --------------------- | --------------------- |
| 2019 |        | Moscow Unicorns | Vincitrici del girone | Vincitrici del girone |

### Campionato di secondo livello maschile
| Data               | Finale     | Vincitore                 | Punteggio | Finalista         |
| ------------------ | ---------- | ------------------------- | --------- | ----------------- |
| 2020 (25 ottobre)  | Finale I   | Sankt Petersburg Griffins | 25-6      | Spartak Moskva    |
| 2021 (5 settembre) | Finale II  | Samara Stormbringers      | 26-13     | Moscow United     |
| 2022 (7 agosto)    | Finale III | Spartak Bryansk           | 18-13     | Perm Steel Tigers |

### Campionato di terzo livello maschile
| Data             | Finale            | Vincitore                     | Punteggio         | Finalista               |
| ---------------- | ----------------- | ----------------------------- | ----------------- | ----------------------- |
| 2020             | Playoff annullati | Playoff annullati             | Playoff annullati | Playoff annullati       |
| 2021 (28 agosto) | Finale I          | Petrozavodsk Karelian Gunners | 50-30             | Nizhnij Novgorod Apache |
| 2022 (7 agosto)  | Finale II         | Samara Stormbringers          | 22-16             | Krasnodar Bisons        |

### Campionato di quarto livello maschile
| Data             | Finale   | Vincitore       | Punteggio | Finalista    |
| ---------------- | -------- | --------------- | --------- | ------------ |
| 2022 (9 ottobre) | Finale I | Penza Phoenixes | 30-28     | Kazan Motors |

## Squadre per numero di campionati vinti
Le tabelle seguenti mostrano le squadre ordinate per numero di campionati vinti nelle diverse leghe.

### Campionato di primo livello maschile

#### Campionato sovietico
|   | Squadra      | Anni |
| - | ------------ | ---- |
| 1 | Moscow Bears | 1991 |

#### Campionato della CSI
|   | Squadra           | Anni             |
| - | ----------------- | ---------------- |
| 3 | Minsk Zubrs       | 1992, 1993, 1994 |
| 1 | Moscow Bogatyrs   | 199?             |
| 1 | Donetsk Scythians | 1995             |
| 1 | Moscow Eagles     | 1991             |

#### Campionato russo
|    | Squadra                   | Anni                                                                                     |
| -- | ------------------------- | ---------------------------------------------------------------------------------------- |
| 14 | Moscow Patriots           | 2002, 2003, 2004, 2005, 2006, 2007, 2008, 2009, 2010, 2011, 2012, 2014, 2016, 2017, 2019 |
| 4  | Moscow Spartans           | 2018, 2020, 2021, 2022                                                                   |
| 2  | Moscow Bears              | 1992, 1993                                                                               |
| 1  | Sankt Petersburg Griffins | 2015                                                                                     |
| 1  | Moscow Black Storm        | 2013                                                                                     |

### WLAF Russia
|   | Squadra         | Anni |
| - | --------------- | ---- |
| 1 | Moscow Unicorns | 2019 |

### Campionato di secondo livello maschile
|   | Squadra                   | Anni |
| - | ------------------------- | ---- |
| 1 | Spartak Bryansk           | 2022 |
| 1 | Samara Stormbringers      | 2021 |
| 1 | Sankt Petersburg Griffins | 2020 |

### Campionato di terzo livello maschile
|   | Squadra                       | Anni |
| - | ----------------------------- | ---- |
| 1 | Samara Stormbringers          | 2022 |
| 1 | Petrozavodsk Karelian Gunners | 2021 |

### Campionato di quarto livello maschile
|   | Squadra         | Anni |
| - | --------------- | ---- |
| 1 | Penza Phoenixes | 2022 |